# Мирослав Жулавський
Мирослав Жулавський (пол. Mirosław Żuławski, 16 січня 1913, Нисько — 17 лютого 1995, Варшава) — польський письменник, прозаїк, дипломат і сценарист, батько режисера Анджея Жулавського.

## Життєпис
Мирослав Жулавський народився 16 січня 1913 у місті Нисько.
Здобув юридичну і дипломатичну освіту у Львівському університеті Яна Казимира.
Кар'єру поета розпочав в 1934 році, друкуючись в щомісячнику «Сигнали».
Під час Другої світової війни він був вояком Союзу збройної боротьби, а згодом Армії Крайової. В останній Жулавський працював у культурному підпіллі, а також писав інформаційні бюлетені. Певний час під час німецької окупації Львова працював в Інституті висипного тифу і вірусології професора Рудольфа Вайгля.
1944—1945 років був військовим кореспондентом.
Після війни став помічником головного редактора газети Rzeczpospolita.
1945—1952 і 1957—1978 років Мирослав Жулавський був на дипломатичній роботі як постійний представник Польщі в ЮНЕСКО у Парижі. Також був послом Польської Народної Республіки (ПНР) в Сенегалі і Малі. Був редактором тижневика Przegląd Kulturalny з 1952 до 1957.
1990-х років Мирослав Жулавський публікував фейлетони в Twój Styl.
Помер 17 лютого 1995 у Варшаві.

## Твори
- Остання Європа, оповідання, 1947
- Три мініатюри, 1947
- Червона ріка, роман, 1953[3]
- Портрет ворога, 1954
- Атлантична повість, 1954[4]
- Тріски бамбука, 1956
- Зіркова собака, 1965
- Оповіді моєї дружини, 1970
- Писане вночі, фейлетони, 1973 (розширене видання 1976 року)
- Сімейний альбом, 1997
- Втеча до Африки, спогади, 1983—1989

### Кіносценарії
- Автобус відправляється о 6.20, консультант сценариста, 1954
- Історія Атлантики, на його власних спогадах, 1955
- Пісня торжествуючої любові (за Тургенєвим), 1967
- Павончелло, 1967
- Третя частина ночі, 1971

## Цитати
- «Людям здається, що вони кращі, коли їм краще» — Мирослав Жулавський.[5]